# Cour suprême de la Caraïbe orientale
La cour suprême de la Caraïbe orientale est la haute-cour de l'organisation des États de la Caraïbe orientale (OECO). Elle possède une compétence illimitée dans chacun des États membres de l'organisation. Ses décisions peuvent toutefois être jugée en cassation par le Privy Council à Londres.

## Territoires
Elle est compétente dans les territoires suivants : 
- Antigua-et-Barbuda
- Dominique
- Grenade
- Saint-Christophe-et-Niévès
- Sainte-Lucie
- Saint-Vincent-et-les-Grenadines
- Anguilla
- Îles Vierges britanniques
- Montserrat

## Histoire
La cour suprême de la Caraïbe orientale fut créée en 1967 par le West Indies Associated States Supreme Court Order No. 223. Elle était alors nommée cour suprême des États associés des Caraïbes. En 1974, lors de l'indépendance de Grenade, elle devient la cour suprême de Grenade et des États associés des Caraïbes puis par la suite cour suprême de la Caraïbe orientale.

## Fonctionnement
La cour suprême de la Caraïbe orientale est divisée en deux cours distinctes. Il existe d'une part des cours spécialisées, qui jugent en première instance et une cour d’appel itinérante, qui juge en appel.